# Druga strana
Druga strana je drugi kompilacijski album hrvatskog pjevača Marka Perkovića Thompsona. Album je objavljen u prosincu 2008. godine u izdanju Croatia Recordsa.
Radi se o obradama starih Thompsonovih pjesama. Album je slušateljima "vratio" megahitove kao što su "Bojna Čavoglave", "Anica − Kninska kraljica", "Lijepa li si" i ostale.

## Popis pjesma
1. "Bojna Čavoglave" (5:31)
2. "Prognanička (Moj grad)" (4:30)
3. "Sjećaš li se, draga (Ljutu travu na ljutu ranu)" (5:37)
4. "Anica − Kninska kraljica" (4:55)
5. "Moli mala" (5:20)
6. "Rosa" (4:17)
7. "Ka bez duše" (4:22)
8. "Tamburaška" (3:50)
9. "Poljubi me" (3:35)
10. "Zmija me za srce ugrizla" (3:32)
11. "Volim te" (3:36)
12. "Ima nešto vrijednije od zlata" (4:43)
13. "Ivane Pavle II" (5:05)
14. "Lijepa li si" (5:17)